# Dicentria tacita
Dicentria tacita är en fjärilsart som beskrevs av William Schaus 1911. Dicentria tacita ingår i släktet Dicentria och familjen tandspinnare. Inga underarter finns listade i Catalogue of Life.